# 多彩铃蟾
多彩铃蟾（学名：Bombina variegata）是两栖纲无尾目铃蟾科铃蟾属的一种，分布于欧洲地区。成蛙4～5厘米，背部为灰褐色，腹部黄色或橙色，有深色斑点。遇到危险时会将腹部朝上，露出警示色，并分泌毒液。